# Миризлива хвойна
Миризлива или Казашка хвойна (Juniperus sabina), е вид растение от семейство Кипарисови (Cupressaceae). Видът е незастрашен от изчезване.

## Разпространение
Разпространен е в Албания, Армения, Австрия, Азербайджан, България, Китай, Чехия, Франция, Грузия, Германия, Гърция, Италия, Казахстан, Корея, Киргизстан, Монголия, Черна гора, Полша, Португалия, Румъния, Русия, Сърбия, Испания, Швейцария Турция и Украйна.